# Nikola Milenković
Nikola Milenković (in serbo Никола Миленковић?; Belgrado, 12 ottobre 1997) è un calciatore serbo, difensore del Nottingham Forest e della nazionale serba.

## Caratteristiche tecniche
È un difensore centrale molto abile nel gioco aereo e in fase di anticipo. Nonostante la stazza possente, può essere impiegato anche come terzino destro. Unisce una grande forza fisica ad un eccellente senso della posizione.

## Carriera

### Club

#### Gli inizi, Partizan
Nato a Belgrado, inizia a giocare nello Žarkovo, squadra dell'omonimo comune di una delle municipalità della capitale serba. Intorno ai 14 anni si trasferisce nelle giovanili del Partizan giocando in tutte le categorie fino alla formazione Primavera. Nella stagione 2015-2016 va in prestito al Teleoptik, de facto la formazione B del Partizan, giocando 13 partite in Srpska liga sotto la guida dell'allenatore Ivan Tomić.
Il passaggio del tecnico al Partizan fa sì che Milenković venga convocato in prima squadra ed esordisca da titolare, il 10 aprile 2016, nel 4-0 casalingo sul Mladost Lučani in campionato. Il 21 maggio segna la sua prima rete, realizzando l'1-0 al 7' nella vittoria interna per 3-2 sul Vojvodina in Superliga. Alla prima stagione vince la Coppa di Serbia, senza però ottenere presenze nella competizione, mentre alla seconda si laurea campione di Serbia, vincendo anche la coppa nazionale. Chiude la sua esperienza in Serbia con 44 presenze, di cui 40 nella seconda stagione in cui diventa titolare, e 4 reti tra campionato, coppa nazionale e preliminari di Europa League.

#### Fiorentina
Il 16 giugno 2017 viene ufficializzato il suo acquisto a titolo definitivo da parte della Fiorentina. Fa il suo esordio con la maglia viola il 22 dicembre seguente, debuttando da titolare in Serie A nella gara contro il Cagliari. Da lì, anche per via di un infortunio di Vincent Laurini, diviene titolare della squadra giocando anche come terzino destro. Chiude la prima stagione in viola con 17 presenze, di cui 16 nella massima serie.
Nella stagione 2018/2019 diventa titolare inamovibile sotto la guida tecnica di Stefano Pioli prima e Vincenzo Montella poi. Sigla il suo primo gol in maglia viola il 26 agosto 2018, contro il Chievo, ripetendosi il successivo 22 settembre contro la Spal (3-0) e nella sconfitta per 2-1 contro la Juventus del 20 aprile 2019. Chiude la stagione con 3 reti all'attivo in 34 presenze in Serie A, oltre a quattro partite da titolare in Coppa Italia.
Nella stagione seguente si conferma come uno dei giocatori su cui si basa la difesa della squadra, trovando la via del gol in 5 occasioni a fronte di 37 presenze in Serie A e 4 in Coppa Italia. Complici le buone prestazioni diventa uno dei calciatori più richiesti del mercato.
Conferma le sue attitudini anche nella quarta stagione in viola, guidando la difesa della Fiorentina nella difficile annata 2020-2021 caratterizzata da ben tre cambi in panchina. Risulterà decisivo per la salvezza della squadra viola grazie alle sue tre reti contro Udinese, Genoa e Parma. Ad agosto rinnova il contratto di un ulteriore anno con la società.

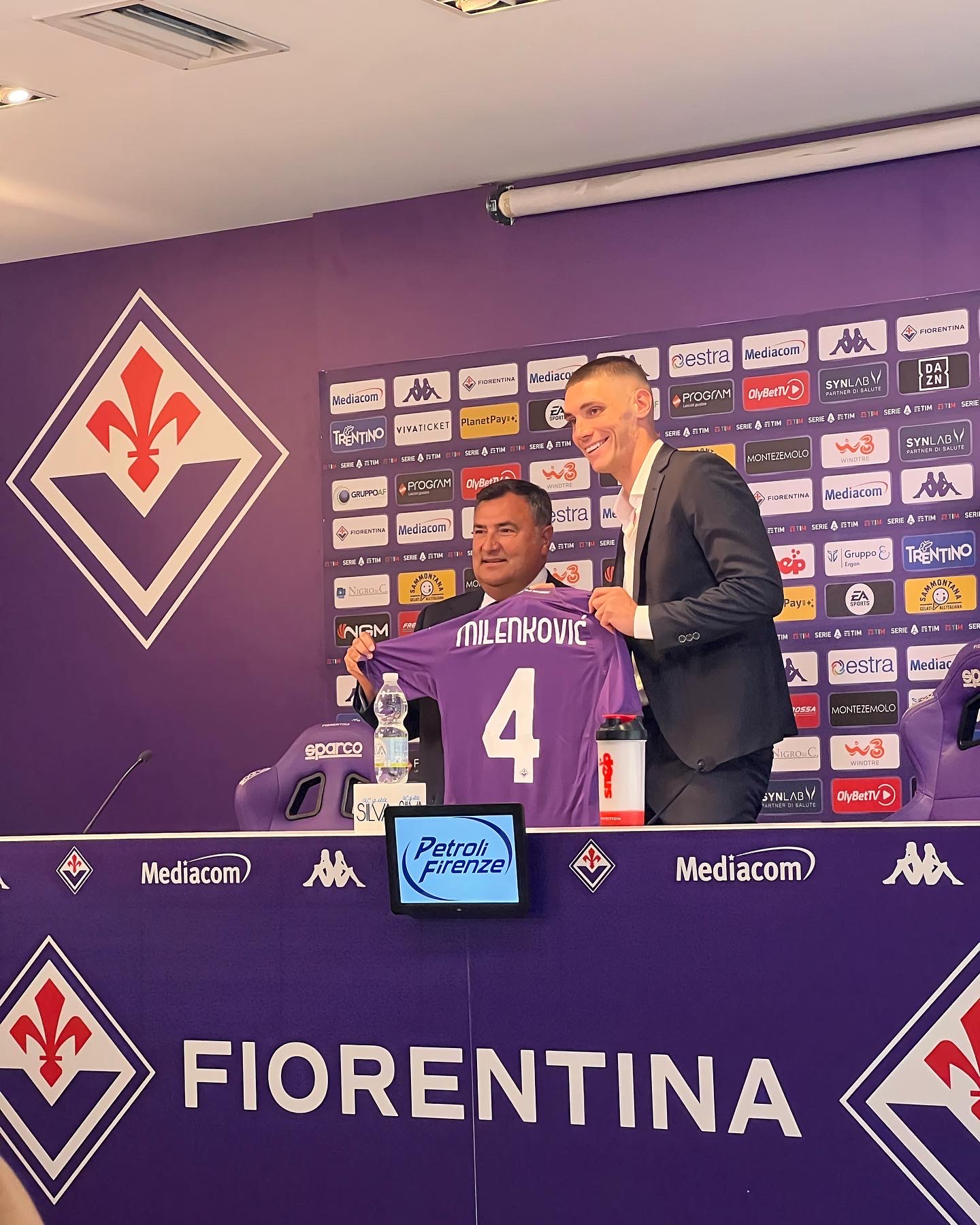
11 agosto 2022: Nikola Milenković con Joe Barone dopo la firma del rinnovo con la Fiorentina fino al 2027

Nella quinta stagione con la maglia della Fiorentina, la prima con il tecnico Vincenzo Italiano, resta uno dei perni della difesa. Segna due gol decisivi per il passaggio del turno in Coppa Italia, al secondo turno contro il Benevento e nel quarto di finale contro l'Atalanta. In campionato chiude con 34 presenze e una rete, realizzata alla prima giornata contro la Roma. Ad agosto 2022 rinnova nuovamente il contratto con la Fiorentina, stavolta per 5 anni.
Il sesto anno a Firenze si apre con l'esordio internazionale in maglia viola, nell'andata della doppia sfida del play-off di UEFA Conference League 2022-2023 contro il Twente. In campionato, complice un infortunio, dopo le presenze iniziali ad agosto, trova continuità solo nella seconda metà di ottobre mettendo a referto un assist contro l'Inter e la prima rete stagionale contro lo Spezia. Si ripete, nella giornata successiva, segnando lo 0-2 contro la Sampdoria.
Il 16 marzo 2023, in occasione della sua duecentesima partita ufficiale con la Fiorentina, realizza il primo gol in una competizione UEFA per club nella vittoriosa trasferta contro il Sivasspor. Il 17 aprile 2023, nella gara casalinga contro l'Atalanta, indossa la fascia da capitano per la prima volta in Serie A: in stagione era già successo nel successo casalingo contro il Basaksehir. Proprio nella competizione europea continua a essere uno dei protagonisti della cavalcata della Fiorentina verso la finale: nonostante la sconfitta gli viene riconosciuto il riconoscimento di miglior giocatore nel suo ruolo e viene inserito nella squadra della stagione della UEFA Europa Conference League. Chiude la stagione con 3 gol e 2 assist nelle 42 presenze complessive registrate in tutte le competizioni ufficiali.
Al via della settima stagione a Firenze rimane uno dei titolari su cui si fonda la difesa viola. Chiude la sua esperienza italiana con 264 presenze e 17 reti messi insieme in 7 stagioni a Firenze.

#### Nottingham Forest
Il 17 luglio 2024, viene ceduto al Nottingham Forest, in Premier League, per circa 15 milioni di euro, sottoscrivendo un contratto quinquennale.

### Nazionale
Tra 2015 e 2016 gioca 3 partite con l'Under-19, di cui due nelle qualificazioni all'europeo di categoria 2016, segnando un gol. Il 29 settembre 2016 debutta in nazionale maggiore, in un'amichevole a Doha contro i padroni di casa del Qatar, persa per 3-0, nella quale gioca titolare e viene sostituito all'intervallo. Il 28 marzo 2017 debutta con l'Under-21 in una partita amichevole con la Slovacchia in trasferta, persa per 2-1. Nel mese di giugno 2017 viene convocato per l'europeo di categoria 2017 in Polonia, senza tuttavia scendere in campo. Il 1º settembre 2017 esordisce in gara ufficiale con l'Under-21, giocando titolare nel successo per 4-0 in casa a Jagodina contro Gibilterra nelle qualificazioni all'europeo di categoria 2019 in Italia.
Partecipa alla spedizione per il campionato del mondo 2018 in Russia, in cui è titolare della difesa nelle tre gare disputate dalla nazionale serba, eliminata al primo turno. Nonostante la prematura eliminazione, fornisce ottime prestazioni.
Dopo il mondiale, continua a essere difensore titolare delle aquile bianche, realizzando la sua prima rete il 7 settembre 2019 nella sconfitta per 2-4 contro il Portogallo. Segna ancora due volte, nel settembre 2021, rispettivamente contro il Qatar in amichevole e contro il Lussemburgo per le qualificazioni mondiali.
Nel novembre del 2022, viene incluso dal CT Dragan Stojković nella rosa partecipante ai Mondiali di calcio in Qatar. Perno della difesa serba, gioca da titolare tutte le partite del girone della Coppa del Mondo.

## Statistiche

### Presenze e reti nei club
Statistiche aggiornate al 14 settembre 2024.
| Stagione          | Squadra           | Campionato        | Campionato | Campionato | Coppe nazionali | Coppe nazionali | Coppe nazionali | Coppe continentali | Coppe continentali | Coppe continentali | Altre coppe | Altre coppe | Altre coppe | Totale | Totale |
| Stagione          | Squadra           | Comp              | Pres       | Reti       | Comp            | Pres            | Reti            | Comp               | Pres               | Reti               | Comp        | Pres        | Reti        | Pres   | Reti   |
| ----------------- | ----------------- | ----------------- | ---------- | ---------- | --------------- | --------------- | --------------- | ------------------ | ------------------ | ------------------ | ----------- | ----------- | ----------- | ------ | ------ |
| 2015-2016         | Teleoptik         | 3L                | 13         | 0          | -               | -               | -               | -                  | -                  | -                  | -           | -           | -           | 13     | 0      |
| 2015-2016         | Partizan          | SL                | 4          | 1          | CS              | 0               | 0               | -                  | -                  | -                  | -           | -           | -           | 4      | 1      |
| 2016-2017         | Partizan          | SL                | 32         | 2          | CS              | 6               | 1               | UEL                | 2                  | 0                  | -           | -           | -           | 40     | 3      |
| Totale Partizan   | Totale Partizan   | Totale Partizan   | 36         | 3          |                 | 6               | 1               |                    | 2                  | 0                  |             | -           | -           | 44     | 4      |
| 2017-2018         | Fiorentina        | A                 | 16         | 0          | CI              | 1               | 0               | -                  | -                  | -                  | -           | -           | -           | 17     | 0      |
| 2018-2019         | Fiorentina        | A                 | 34         | 3          | CI              | 4               | 0               | -                  | -                  | -                  | -           | -           | -           | 38     | 3      |
| 2019-2020         | Fiorentina        | A                 | 37         | 5          | CI              | 4               | 0               | -                  | -                  | -                  | -           | -           | -           | 41     | 5      |
| 2020-2021         | Fiorentina        | A                 | 34         | 3          | CI              | 3               | 0               | -                  | -                  | -                  | -           | -           | -           | 37     | 3      |
| 2021-2022         | Fiorentina        | A                 | 34         | 1          | CI              | 5               | 2               | -                  | -                  | -                  | -           | -           | -           | 39     | 3      |
| 2022-2023         | Fiorentina        | A                 | 27         | 2          | CI              | 4               | 0               | UECL               | 11                 | 1                  | -           | -           | -           | 42     | 3      |
| 2023-2024         | Fiorentina        | A                 | 34         | 0          | CI              | 4               | 0               | UECL               | 10                 | 0                  | SI          | 1           | 0           | 49     | 0      |
| Totale Fiorentina | Totale Fiorentina | Totale Fiorentina | 216        | 14         |                 | 25              | 2               |                    | 20                 | 1                  |             | 1           | 0           | 262    | 17     |
| 2024-2025         | Nottingham Forest | PL                | 15         | 2          | FACup+CdL       | 0+1             | 0               | -                  | -                  | -                  | -           | -           | -           | 16     | 2      |
| Totale carriera   | Totale carriera   | Totale carriera   | 270        | 19         |                 | 32              | 3               |                    | 22                 | 1                  |             | 1           | 0           | 325    | 23     |

### Cronologia presenze e reti in nazionale
| Cronologia completa delle presenze e delle reti in nazionale ― Serbia | Cronologia completa delle presenze e delle reti in nazionale ― Serbia | Cronologia completa delle presenze e delle reti in nazionale ― Serbia | Cronologia completa delle presenze e delle reti in nazionale ― Serbia | Cronologia completa delle presenze e delle reti in nazionale ― Serbia | Cronologia completa delle presenze e delle reti in nazionale ― Serbia | Cronologia completa delle presenze e delle reti in nazionale ― Serbia | Cronologia completa delle presenze e delle reti in nazionale ― Serbia |
| Data                                                                  | Città                                                                 | In casa                                                               | Risultato                                                             | Ospiti                                                                | Competizione                                                          | Reti                                                                  | Note                                                                  |
| --------------------------------------------------------------------- | --------------------------------------------------------------------- | --------------------------------------------------------------------- | --------------------------------------------------------------------- | --------------------------------------------------------------------- | --------------------------------------------------------------------- | --------------------------------------------------------------------- | --------------------------------------------------------------------- |
| 29-9-2016                                                             | Doha                                                                  | Qatar                                                                 | 3 – 0                                                                 | Serbia                                                                | Amichevole                                                            | -                                                                     | 46’                                                                   |
| 4-6-2018                                                              | Graz                                                                  | Serbia                                                                | 0 – 1                                                                 | Cile                                                                  | Amichevole                                                            | -                                                                     |                                                                       |
| 9-6-2018                                                              | Graz                                                                  | Serbia                                                                | 5 – 1                                                                 | Bolivia                                                               | Amichevole                                                            | -                                                                     | 9’                                                                    |
| 16-6-2018                                                             | Samara                                                                | Costa Rica                                                            | 0 – 1                                                                 | Serbia                                                                | Mondiali 2018 - 1º turno                                              | -                                                                     |                                                                       |
| 22-6-2018                                                             | Kaliningrad                                                           | Serbia                                                                | 1 – 2                                                                 | Svizzera                                                              | Mondiali 2018 - 1º turno                                              | -                                                                     |                                                                       |
| 27-6-2018                                                             | Mosca                                                                 | Serbia                                                                | 0 – 2                                                                 | Brasile                                                               | Mondiali 2018 - 1º turno                                              | -                                                                     |                                                                       |
| 7-9-2018                                                              | Vilnius                                                               | Lituania                                                              | 0 – 1                                                                 | Serbia                                                                | UEFA Nations League 2018-2019 - 1º turno                              | -                                                                     |                                                                       |
| 11-10-2018                                                            | Podgorica                                                             | Montenegro                                                            | 0 – 2                                                                 | Serbia                                                                | UEFA Nations League 2018-2019 - 1º turno                              | -                                                                     |                                                                       |
| 14-10-2018                                                            | Bucarest                                                              | Romania                                                               | 0 – 0                                                                 | Serbia                                                                | UEFA Nations League 2018-2019 - 1º turno                              | -                                                                     | 90’                                                                   |
| 17-11-2018                                                            | Belgrado                                                              | Serbia                                                                | 2 – 1                                                                 | Montenegro                                                            | UEFA Nations League 2018-2019 - 1º turno                              | -                                                                     |                                                                       |
| 20-11-2018                                                            | Belgrado                                                              | Serbia                                                                | 4 – 1                                                                 | Lituania                                                              | UEFA Nations League 2018-2019 - 1º turno                              | -                                                                     |                                                                       |
| 20-3-2019                                                             | Wolfsburg                                                             | Germania                                                              | 1 – 1                                                                 | Serbia                                                                | Amichevole                                                            | -                                                                     |                                                                       |
| 25-3-2019                                                             | Lisbona                                                               | Portogallo                                                            | 1 – 1                                                                 | Serbia                                                                | Qual. Euro 2020                                                       | -                                                                     |                                                                       |
| 7-6-2019                                                              | Leopoli                                                               | Ucraina                                                               | 5 – 0                                                                 | Serbia                                                                | Qual. Euro 2020                                                       | -                                                                     | 22’                                                                   |
| 10-6-2019                                                             | Belgrado                                                              | Serbia                                                                | 4 – 1                                                                 | Lituania                                                              | Qual. Euro 2020                                                       | -                                                                     |                                                                       |
| 7-9-2019                                                              | Belgrado                                                              | Serbia                                                                | 2 – 4                                                                 | Portogallo                                                            | Qual. Euro 2020                                                       | 1                                                                     |                                                                       |
| 14-10-2019                                                            | Vilnius                                                               | Lituania                                                              | 1 – 2                                                                 | Serbia                                                                | Qual. Euro 2020                                                       | -                                                                     |                                                                       |
| 14-11-2019                                                            | Belgrado                                                              | Serbia                                                                | 3 – 2                                                                 | Lussemburgo                                                           | Qual. Euro 2020                                                       | -                                                                     |                                                                       |
| 17-11-2019                                                            | Belgrado                                                              | Serbia                                                                | 2 – 2                                                                 | Ucraina                                                               | Qual. Euro 2020                                                       | -                                                                     |                                                                       |
| 3-9-2020                                                              | Mosca                                                                 | Russia                                                                | 3 – 1                                                                 | Serbia                                                                | UEFA Nations League 2020-2021 - 1º turno                              | -                                                                     |                                                                       |
| 6-9-2020                                                              | Belgrado                                                              | Serbia                                                                | 0 – 0                                                                 | Turchia                                                               | UEFA Nations League 2020-2021 - 1º turno                              | -                                                                     |                                                                       |
| 8-10-2020                                                             | Oslo                                                                  | Norvegia                                                              | 1 – 2 dts                                                             | Serbia                                                                | Qual. Euro 2020                                                       | -                                                                     |                                                                       |
| 11-10-2020                                                            | Belgrado                                                              | Serbia                                                                | 0 – 1                                                                 | Ungheria                                                              | UEFA Nations League 2020-2021 - 1º turno                              | -                                                                     |                                                                       |
| 14-10-2020                                                            | Istanbul                                                              | Turchia                                                               | 2 – 2                                                                 | Serbia                                                                | UEFA Nations League 2020-2021 - 1º turno                              | -                                                                     |                                                                       |
| 12-11-2020                                                            | Belgrado                                                              | Serbia                                                                | 1 – 1 dts (4 – 5 dtr)                                                 | Scozia                                                                | Qual. Euro 2020                                                       | -                                                                     | 11’                                                                   |
| 15-11-2020                                                            | Budapest                                                              | Ungheria                                                              | 1 – 1                                                                 | Serbia                                                                | UEFA Nations League 2020-2021 - 1º turno                              | -                                                                     |                                                                       |
| 18-11-2020                                                            | Belgrado                                                              | Serbia                                                                | 5 – 0                                                                 | Russia                                                                | UEFA Nations League 2020-2021 - 1º turno                              | -                                                                     |                                                                       |
| 24-3-2021                                                             | Belgrado                                                              | Serbia                                                                | 3 – 2                                                                 | Irlanda                                                               | Qual. Mondiali 2022                                                   | -                                                                     |                                                                       |
| 27-3-2021                                                             | Belgrado                                                              | Serbia                                                                | 2 – 2                                                                 | Portogallo                                                            | Qual. Mondiali 2022                                                   | -                                                                     | 90+2’                                                                 |
| 1-9-2021                                                              | Debrecen                                                              | Qatar                                                                 | 0 – 4                                                                 | Serbia                                                                | Amichevole                                                            | 1                                                                     |                                                                       |
| 4-9-2021                                                              | Belgrado                                                              | Serbia                                                                | 4 – 1                                                                 | Lussemburgo                                                           | Qual. Mondiali 2022                                                   | 1                                                                     |                                                                       |
| 7-9-2021                                                              | Dublino                                                               | Irlanda                                                               | 1 – 1                                                                 | Serbia                                                                | Qual. Mondiali 2022                                                   | -                                                                     |                                                                       |
| 14-11-2021                                                            | Lisbona                                                               | Portogallo                                                            | 1 – 2                                                                 | Serbia                                                                | Qual. Mondiali 2022                                                   | -                                                                     | 70’                                                                   |
| 29-3-2022                                                             | Copenaghen                                                            | Danimarca                                                             | 3 – 0                                                                 | Serbia                                                                | Amichevole                                                            | -                                                                     |                                                                       |
| 2-6-2022                                                              | Belgrado                                                              | Serbia                                                                | 0 – 1                                                                 | Norvegia                                                              | UEFA Nations League 2022-2023 - 1º turno                              | -                                                                     |                                                                       |
| 5-6-2022                                                              | Belgrado                                                              | Serbia                                                                | 4 – 1                                                                 | Slovenia                                                              | UEFA Nations League 2022-2023 - 1º turno                              | -                                                                     |                                                                       |
| 9-6-2022                                                              | Solna                                                                 | Svezia                                                                | 0 – 1                                                                 | Serbia                                                                | UEFA Nations League 2022-2023 - 1º turno                              | -                                                                     |                                                                       |
| 12-6-2022                                                             | Lubiana                                                               | Slovenia                                                              | 2 – 2                                                                 | Serbia                                                                | UEFA Nations League 2022-2023 - 1º turno                              | -                                                                     |                                                                       |
| 18-11-2022                                                            | Al Muharraq                                                           | Bahrein                                                               | 1 – 5                                                                 | Serbia                                                                | Amichevole                                                            | -                                                                     | 79’                                                                   |
| 24-11-2022                                                            | Lusail                                                                | Brasile                                                               | 2 – 0                                                                 | Serbia                                                                | Mondiali 2022 - 1º turno                                              | -                                                                     |                                                                       |
| 28-11-2022                                                            | Al Wakrah                                                             | Camerun                                                               | 3 – 3                                                                 | Serbia                                                                | Mondiali 2022 - 1º turno                                              | -                                                                     | 90+4’                                                                 |
| 2-12-2022                                                             | Doha                                                                  | Serbia                                                                | 2 – 3                                                                 | Svizzera                                                              | Mondiali 2022 - 1º turno                                              | -                                                                     | 90+5’                                                                 |
| 24-3-2023                                                             | Belgrado                                                              | Serbia                                                                | 2 – 0                                                                 | Lituania                                                              | Qual. Euro 2024                                                       | -                                                                     | 80’                                                                   |
| 27-3-2023                                                             | Podgorica                                                             | Montenegro                                                            | 0 – 2                                                                 | Serbia                                                                | Qual. Euro 2024                                                       | -                                                                     |                                                                       |
| 20-6-2023                                                             | Razgrad                                                               | Bulgaria                                                              | 1 – 1                                                                 | Serbia                                                                | Qual. Euro 2024                                                       | -                                                                     | 70’                                                                   |
| 7-9-2023                                                              | Belgrado                                                              | Serbia                                                                | 1 – 2                                                                 | Ungheria                                                              | Qual. Euro 2024                                                       | -                                                                     | 64’                                                                   |
| 10-9-2023                                                             | Kaunas                                                                | Lituania                                                              | 1 – 3                                                                 | Serbia                                                                | Qual. Euro 2024                                                       | -                                                                     |                                                                       |
| 14-10-2023                                                            | Budapest                                                              | Ungheria                                                              | 2 – 1                                                                 | Serbia                                                                | Qual. Euro 2024                                                       | -                                                                     | 77’                                                                   |
| 17-10-2023                                                            | Belgrado                                                              | Serbia                                                                | 3 – 1                                                                 | Montenegro                                                            | Qual. Euro 2024                                                       | -                                                                     |                                                                       |
| 15-11-2023                                                            | Lovanio                                                               | Belgio                                                                | 1 – 0                                                                 | Serbia                                                                | Amichevole                                                            | -                                                                     | 67’                                                                   |
| 19-11-2023                                                            | Leskovac                                                              | Serbia                                                                | 2 – 2                                                                 | Bulgaria                                                              | Qual. Euro 2024                                                       | -                                                                     |                                                                       |
| 25-3-2024                                                             | Larnaca                                                               | Cipro                                                                 | 0 – 1                                                                 | Serbia                                                                | Amichevole                                                            | -                                                                     |                                                                       |
| 4-6-2024                                                              | Vienna                                                                | Austria                                                               | 2 – 1                                                                 | Serbia                                                                | Amichevole                                                            | -                                                                     | 46’                                                                   |
| 8-6-2024                                                              | Solna                                                                 | Svezia                                                                | 0 – 3                                                                 | Serbia                                                                | Amichevole                                                            | -                                                                     | 45+2’                                                                 |
| 16-6-2024                                                             | Gelsenkirchen                                                         | Serbia                                                                | 0 – 1                                                                 | Inghilterra                                                           | Euro 2024 - 1º turno                                                  | -                                                                     |                                                                       |
| 20-6-2024                                                             | Monaco di Baviera                                                     | Slovenia                                                              | 1 – 1                                                                 | Serbia                                                                | Euro 2024 - 1º turno                                                  | -                                                                     |                                                                       |
| 25-6-2024                                                             | Monaco di Baviera                                                     | Danimarca                                                             | 0 – 0                                                                 | Serbia                                                                | Euro 2024 - 1º turno                                                  | -                                                                     | 4’                                                                    |
| 5-9-2024                                                              | Belgrado                                                              | Serbia                                                                | 0 – 0                                                                 | Spagna                                                                | UEFA Nations League 2024-2025 - 1º turno                              | -                                                                     | Cap.                                                                  |
| 8-9-2024                                                              | Copenaghen                                                            | Danimarca                                                             | 2 – 0                                                                 | Serbia                                                                | UEFA Nations League 2024-2025 - 1º turno                              | -                                                                     | Cap.                                                                  |
| 12-10-2024                                                            | Leskovac                                                              | Serbia                                                                | 2 – 0                                                                 | Svizzera                                                              | UEFA Nations League 2024-2025 - 1º turno                              | -                                                                     |                                                                       |
| 15-10-2024                                                            | Cordova                                                               | Spagna                                                                | 3 – 0                                                                 | Serbia                                                                | UEFA Nations League 2024-2025 - 1º turno                              | -                                                                     | 54’                                                                   |
| 15-11-2024                                                            | Zurigo                                                                | Svizzera                                                              | 1 – 1                                                                 | Serbia                                                                | UEFA Nations League 2024-2025 - 1º turno                              | -                                                                     |                                                                       |
| 18-11-2024                                                            | Leskovac                                                              | Serbia                                                                | 0 – 0                                                                 | Danimarca                                                             | UEFA Nations League 2024-2025 - 1º turno                              | -                                                                     | 41’                                                                   |
| 23-3-2025                                                             | Belgrado                                                              | Serbia                                                                | 2 – 0                                                                 | Austria                                                               | UEFA Nations League 2024-2025 - Play-off                              | -                                                                     |                                                                       |
| 7-6-2025                                                              | Tirana                                                                | Albania                                                               | 0 – 0                                                                 | Serbia                                                                | Qual. Mondiali 2026                                                   | -                                                                     |                                                                       |
| 10-6-2025                                                             | Leskovac                                                              | Serbia                                                                | 3 – 0                                                                 | Andorra                                                               | Qual. Mondiali 2026                                                   | -                                                                     |                                                                       |
| Totale                                                                |                                                                       | Presenze                                                              | 66                                                                    |                                                                       | Reti                                                                  | 3                                                                     |                                                                       |

| Cronologia completa delle presenze e delle reti in nazionale ― Serbia under 21 | Cronologia completa delle presenze e delle reti in nazionale ― Serbia under 21 | Cronologia completa delle presenze e delle reti in nazionale ― Serbia under 21 | Cronologia completa delle presenze e delle reti in nazionale ― Serbia under 21 | Cronologia completa delle presenze e delle reti in nazionale ― Serbia under 21 | Cronologia completa delle presenze e delle reti in nazionale ― Serbia under 21 | Cronologia completa delle presenze e delle reti in nazionale ― Serbia under 21 | Cronologia completa delle presenze e delle reti in nazionale ― Serbia under 21 |
| Data                                                                           | Città                                                                          | In casa                                                                        | Risultato                                                                      | Ospiti                                                                         | Competizione                                                                   | Reti                                                                           | Note                                                                           |
| ------------------------------------------------------------------------------ | ------------------------------------------------------------------------------ | ------------------------------------------------------------------------------ | ------------------------------------------------------------------------------ | ------------------------------------------------------------------------------ | ------------------------------------------------------------------------------ | ------------------------------------------------------------------------------ | ------------------------------------------------------------------------------ |
| 28-3-2017                                                                      | Senec                                                                          | Slovacchia under 21                                                            | 2 – 1                                                                          | Serbia under 21                                                                | Amichevole                                                                     | -                                                                              | 46’                                                                            |
| 1-9-2017                                                                       | Jagodina                                                                       | Serbia under 21                                                                | 4 – 0                                                                          | Gibilterra under 21                                                            | Qual. Europeo Under-21 2019                                                    | -                                                                              |                                                                                |
| 10-10-2017                                                                     | Novi Sad                                                                       | Serbia under 21                                                                | 3 – 2                                                                          | Russia under 21                                                                | Qual. Europeo Under-21 2019                                                    | -                                                                              |                                                                                |
| 10-11-2017                                                                     | Mödling                                                                        | Austria under 21                                                               | 1 – 3                                                                          | Serbia under 21                                                                | Qual. Europeo Under-21 2019                                                    | -                                                                              |                                                                                |
| 14-11-2017                                                                     | Erevan                                                                         | Armenia under 21                                                               | 0 – 1                                                                          | Serbia under 21                                                                | Qual. Europeo Under-21 2019                                                    | -                                                                              | 77’                                                                            |
| 23-3-2018                                                                      | Gibilterra                                                                     | Gibilterra under 21                                                            | 0 – 6                                                                          | Serbia under 21                                                                | Qual. Europeo Under-21 2019                                                    | -                                                                              |                                                                                |
| 27-3-2018                                                                      | Novi Sad                                                                       | Serbia under 21                                                                | 0 – 1                                                                          | Italia under 21                                                                | Amichevole                                                                     | -                                                                              | 46’                                                                            |
| 17-6-2019                                                                      | Trieste                                                                        | Serbia under 21                                                                | 0 – 2                                                                          | Austria under 21                                                               | Europeo Under-21 2019 - 1º turno                                               | -                                                                              | 90+2’                                                                          |
| 20-6-2019                                                                      | Trieste                                                                        | Germania under 21                                                              | 6 – 1                                                                          | Serbia under 21                                                                | Europeo Under-21 2019 - 1º turno                                               | -                                                                              | 18’                                                                            |
| Totale                                                                         |                                                                                | Presenze                                                                       | 9                                                                              |                                                                                | Reti                                                                           | 0                                                                              |                                                                                |

## Palmarès

### Club
- Coppa di Serbia: 1

Partizan: 2016-2017
- Campionato serbo: 1

Partizan: 2016-2017

### Individuale
- Squadra della stagione della UEFA Europa Conference League: 1

2022-2023